# Samson and Delilah (1996)
Samson and Delilah is een Duits-Italiaans-Amerikaanse sandalenfilm uit 1996 onder regie van Nicolas Roeg.

## Verhaal
De ijzersterke Simson wordt verliefd op de Filistijnse Delila. Hij verraadt haar het geheim van zijn kracht, die verbonden is aan zijn haar. Uiteindelijk berooft Delilah hem van die kracht.

## Rolverdeling
| Acteur             | Personage      |
| ------------------ | -------------- |
| Eric Thal          | Simson         |
| Elizabeth Hurley   | Delila         |
| Michael Gambon     | Koning Hamun   |
| Dennis Hopper      | Veldheer Tariq |
| Diana Rigg         | Mara           |
| Daniel Massey      | Ira            |
| Paul Freeman       | Manoach        |
| Ben Becker         | Prins Sidqa    |
| Jale Arikan        | Noemi          |
| Debora Caprioglio  | Rani           |
| Alessandro Gassman | Amrok          |
| Pinkas Braun       | Harach         |
| Sebastian Knapp    | Yoram          |
| Karl Tessler       | Jehiel         |
| Luke Mullaney      | Amram          |